# Spilanthes
Spilanthes es un género de plantas fanerógamas perteneciente a la familia de las asteráceas.  Comprende 75 especies descritas y de estas, solo 16 aceptadas.

## Taxonomía
El género fue descrito por Nikolaus Joseph von Jacquin y publicado en Enumeratio Systematica Plantarum, quas in insulis Caribaeis 8, 28. 1760. La especie tipo es Spilanthes urens Jacq.

## Especies aceptadas
A continuación se brinda un listado de las especies del género Spilanthes aceptadas hasta julio de 2012, ordenadas alfabéticamente. Para cada una se indica el nombre binomial seguido del autor, abreviado según las convenciones y usos.
- Spilanthes acmella (L.) L.
- Spilanthes anactina F.Muell.
- Spilanthes bicolor (DC.) Benth. & Hook.f. ex Hemsl.
- Spilanthes callimorpha A.H.Moore
- Spilanthes commutata K.Koch
- Spilanthes costata Benth.
- Spilanthes decumbens (Sm.) A.H.Moore
- Spilanthes insipida Jacq.
- Spilanthes intermedia (Rich.) DeCandolle
- Spilanthes lehmanniana Klatt
- Spilanthes leiocarpa DC.
- Spilanthes mauritiana (A.Rich. ex Pers.) DC.
- Spilanthes montana Britton & S.F.Blake
- Spilanthes nervosa Chodat
- Spilanthes ovata Merr.
- Spilanthes papposa Hemsl.
- Spilanthes paraguayensis R.K.Jansen
- Spilanthes pauciceps (Griseb.) S.F.Blake
- Spilanthes pilosa R.K.Jansen
- Spilanthes portoricensis Spreng.
- Spilanthes sessilis Poepp. & Endl.
- Spilanthes urens Jacq. - botoncillo del Perú, desflematoria del Perú.[4]